# 维克 (伊夫林省)
维克（法語：Vicq，法語發音：[vik]）是法国伊夫林省的一个市镇，属于朗布依埃区。

## 地理
维克（48°48'55"N, 1°50'5"E）面积4.43 平方千米，位于法国法蘭西島大區伊夫林省，该省份为法国北部内陆省份，北起瓦兹河谷省，西接厄尔省，西南接厄尔-卢瓦省，东南接埃松省，东临上塞纳省。
与维克接壤的市镇（或旧市镇、城区）包括：欧特伊、贝讷、布瓦西桑萨瓦尔、梅雷、旧诺夫勒、索马尔谢。

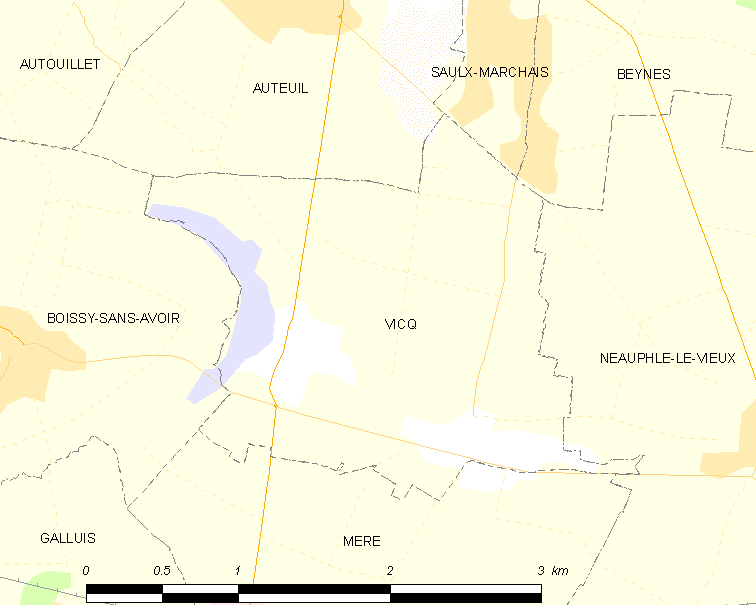
的OSM定位图

维克的时区为UTC+01:00、UTC+02:00（夏令时）。

## 行政
维克的邮政编码为78490，INSEE市镇编码为78653。

## 政治
维克所属的省级选区为欧贝让维尔县。

## 人口

1962-2008年间人口变化图示

维克于2022年1月1日时的人口数量为391人。